# Louis Leresche
François Louis Frédéric Leresche (* 16. April 1796 in Crissier; † 15. Juni 1865 in Morges) war ein Schweizer evangelischer Geistlicher.

## Leben

### Familie
Louis Leresche war der Sohn von Jean Gabriel Leresche und dessen Ehefrau Marianne Frédérique (geb. Nicati).
1824 heiratete er Jacqueline Françoise Emma, Tochter des Hauptmanns Louis Giral.

### Werdegang
Leresche wurde 1819 ordiniert und war von 1819 bis 1823 sowie von 1827 bis 1828 Hilfspfarrer in Prangins.
1829 wurde er zum Pfarrer in Longirod gewählt und blieb bis 1836 in diesem Amt, worauf er von 1836 bis 1841 Pfarrer in Vufflens-la-Ville war; in dieser Zeit war er 1838 ein Mitglied der Délégation des classes, eine Vereinigung von Pfarrern zur Reorganisation der Waadtländer Kirche.
Von 1841 bis 1845 war er Pfarrer in Morges sowie von 1845 bis 1858 Pfarrer der Freikirche in Morges (siehe auch Église Évangélique Réformée du canton de Vaud).
Louis Leresche war ein wichtiger Mitarbeiter und eng befreundet mit Alexandre Vinet, der 1845 gemeinsam mit Charles Monnard eine vom Staat getrennte Nationalkirche, die Église libre évangélique, gründete.